# Serica nepalensis
Serica nepalensis är en skalbaggsart som beskrevs av Frey 1969. Serica nepalensis ingår i släktet Serica och familjen Melolonthidae. Inga underarter finns listade i Catalogue of Life.